# Boskovštejn
Boskovštejn (dříve Boskův Týn, německy Boskowstein) je obec v okrese Znojmo v Jihomoravském kraji. Žije zde 190 obyvatel.
Sousedními obcemi sídla jsou Grešlové Mýto, Jiřice u Moravských Budějovic, Jevišovice, Prokopov, Bojanovice, Pavlice a Střelice.
V katastru obce se nachází pomník americkému letci. 

## Historie
První písemná zmínka o obci pochází z roku 1586.

## Současnost
V Boskovštejně je hokejový klub HC Vlci Boskovštejn, který hraje MHL v Moravských Budějovicích. Dále jsou zde dobrovolní hasiči, jejichž činnost byla po 8 letech obnovena. V kontribuční sýpce bylo v červnu 2015 otevřeno Muzeum jízdních kol.

## Obyvatelstvo
| Rok            | 1869 | 1880 | 1890 | 1900 | 1910 | 1921 | 1930 | 1950 | 1961 | 1970 | 1980 | 1991 | 2001 | 2011 | 2021 |
| -------------- | ---- | ---- | ---- | ---- | ---- | ---- | ---- | ---- | ---- | ---- | ---- | ---- | ---- | ---- | ---- |
| Počet obyvatel | 403  | 377  | 420  | 478  | 449  | 440  | 408  | 317  | 363  | 285  | 237  | 156  | 146  | 144  | 161  |
| Počet domů     | 73   | 77   | 77   | 83   | 82   | 83   | 89   | 95   | 88   | 81   | 76   | 83   | 94   | 90   | 97   |

## Obecní správa

### Obecní symboly
Znak a vlajka byly obci uděleny rozhodnutím předsedy Poslanecké sněmovny Parlamentu České republiky dne 12. prosince 2008.

## Pamětihodnosti
- Boskovštejn (tvrz)
- Kaple Panny Marie Bolestné
- Kamenný historický most
- Zvonice